# Pamela Cavieres
Pamela Cavieres Pinilla (Santiago de Chile, 30 de julio de 1966) es una artista visual chilena adscrita al arte contemporáneo, y que ha incursionado principalmente en el media art, la abstracción y el arte conceptual.

## Vida y obra
Estudió artes plásticas en la Universidad Estatal de Londrina y posteriormente se graduó de licenciatura en bellas artes en la Universidad ARCIS. Su trabajo se centra en obras de gran formato a través del uso de instalaciones y el origami. De acuerdo al crítico de arte Waldemar Sommer, en algunos trabajos de Pamela se aprecia un discurso «kitsch irónico y bien facturado» y una reinterpretación del barroco, opinión que comparte la crítico Cecilia Valdés Urrutia.
Exposiciones y distinciones
Ha participado en varias exposiciones individuales y colectivas durante su carrera, entre ellas la exhibición Arte en Vivo (1994) en el Museo Nacional de Bellas Artes de Chile, la Exposición Internacional de Gráfica Faber Castell (2005) en el Museo de Arte Contemporáneo de Santiago y las muestras Reactivando la memoria (2003) —en colaboración con Jacques Saintard— y Multiplication (2006) en la misma institución, entre otras exposiciones.
El año 2001 recibió una nominación al Premio Altazor de las Artes Nacionales por una obra en la exposición Plegado Artificial en la categoría instalación y videoarte.